# Miyabea nishimurae
Miyabea nishimurae är en bladmossart som beskrevs av R. Watanabe in Nakaike och S. Malik 1993. Miyabea nishimurae ingår i släktet Miyabea och familjen Thuidiaceae. Inga underarter finns listade i Catalogue of Life.